# Nissan Elgrand
L'Elgrand est un gros monospace fabriqué par le constructeur automobile japonais Nissan.
La première génération est sortie en mai 1997 au Japon. Il s'agit sur ce marché du rival des Toyota Alphard et Vellfire. Depuis 2010, le Elgrand en est à sa troisième génération.

## Première génération (1997 - 2002)
Le premier Elgrand produit succède au rustique et plutôt utilitaire Nissan Homy. Mais en changeant d'appellation, ce véhicule familial en profite pour devenir un véritable monospace, plutôt orienté haut de gamme. Il s'agit d'une propulsion et certaines versions sont, proposition fréquente au Japon, livrables en quatre roues motrices. L'habitacle douillet embarque jusqu'à huit personnes.
La gamme de départ comprend un V6 essence 3 l de 170 ch et un 4 cylindres diesel de 3 l, le marché japonais étant à l'époque encore un peu ouvert aux motorisations à gazole. En août 2000, le V6 essence passe à 3,5 l et la puissance fait un bond, affichant cette fois 240 ch.
Le premier Elgrand a réalisé l'essentiel de sa carrière au Japon et n'a pas quitté l'Asie : il n'a été vendu ni en Europe, ni aux États-Unis.

## Deuxième génération (2002 - 2010)
Le Nissan Elgrand est renouvelé après seulement cinq ans de carrière. La ligne gagne en agressivité et en personnalité, tout en devenant encore plus massive. Ce qui ne pose aucun problème, le principal rival, le Toyota Alphard séduisant lui-même les clients japonais par son aspect imposant.
L'Elgrand deuxième génération se débarrasse de son diesel et ne carbure plus qu'au V6 essence. Le 3,5 l est reconduit et la gamme commence par un « petit » V6 de 2,5 l. La boîte automatique, livrée sur tous les modèles, compte désormais non plus quatre mais cinq rapports.
En août 2004, l'Elgrand bénéficie d'un restylage assez important, qui se caractérise notamment par le remplacement de sa double calandre par une seule grille, plus haute.
Inexplicablement, Nissan mettra huit ans pour renouveler totalement ce deuxième Elgrand alors que le marché japonais est demandeur de ce genre de gros monospaces. Il va ainsi fortement souffrir de son vieillissement au profit de son rival de Toyota, remis à jour plus rapidement.
| Année | Elgrand | Alphard |
| ----- | ------- | ------- |
| 2002  | 40 439  | 53 428  |
| 2003  | 35 965  | 83 529  |
| 2004  | 31 073  | 85 764  |
| 2005  | 42 527  | 81 418  |
| 2006  | 22 571  | 65 797  |
| 2007  | 18 094  | 51 860  |
| 2008  | 15 589  | 83 850  |
| 2009  | 6 916   | 79 047  |
| 2010  | 19 872  | 96 635  |

## Troisième génération (2010-)
La troisième génération de Elgrand arrive enfin à l'été 2010. Le style reste dans la veine du modèle précédent mais la partie technique évolue sensiblement : il s'agit désormais d'une traction (lorsqu'il n'est pas livré en 4 roues motrices) et la boîte automatique conventionnelle a laissé place à un variateur CVT. Enfin, le moteur de base, essence toujours, est désormais un 4-cylindres.
Si le Elgrand n'a toujours pas droit à une carrière européenne, il est désormais diffusé aux États-Unis sous l'appellation « Quest » et avec une calandre redessinée. La précédente génération de Quest, outre-Atlantique, avait fait un tel flop que Nissan a, cette fois, décidé de limiter les frais pour son renouvellement. D'où ce modèle commun aux deux marchés.